# Restaurante judío de productos lácteos

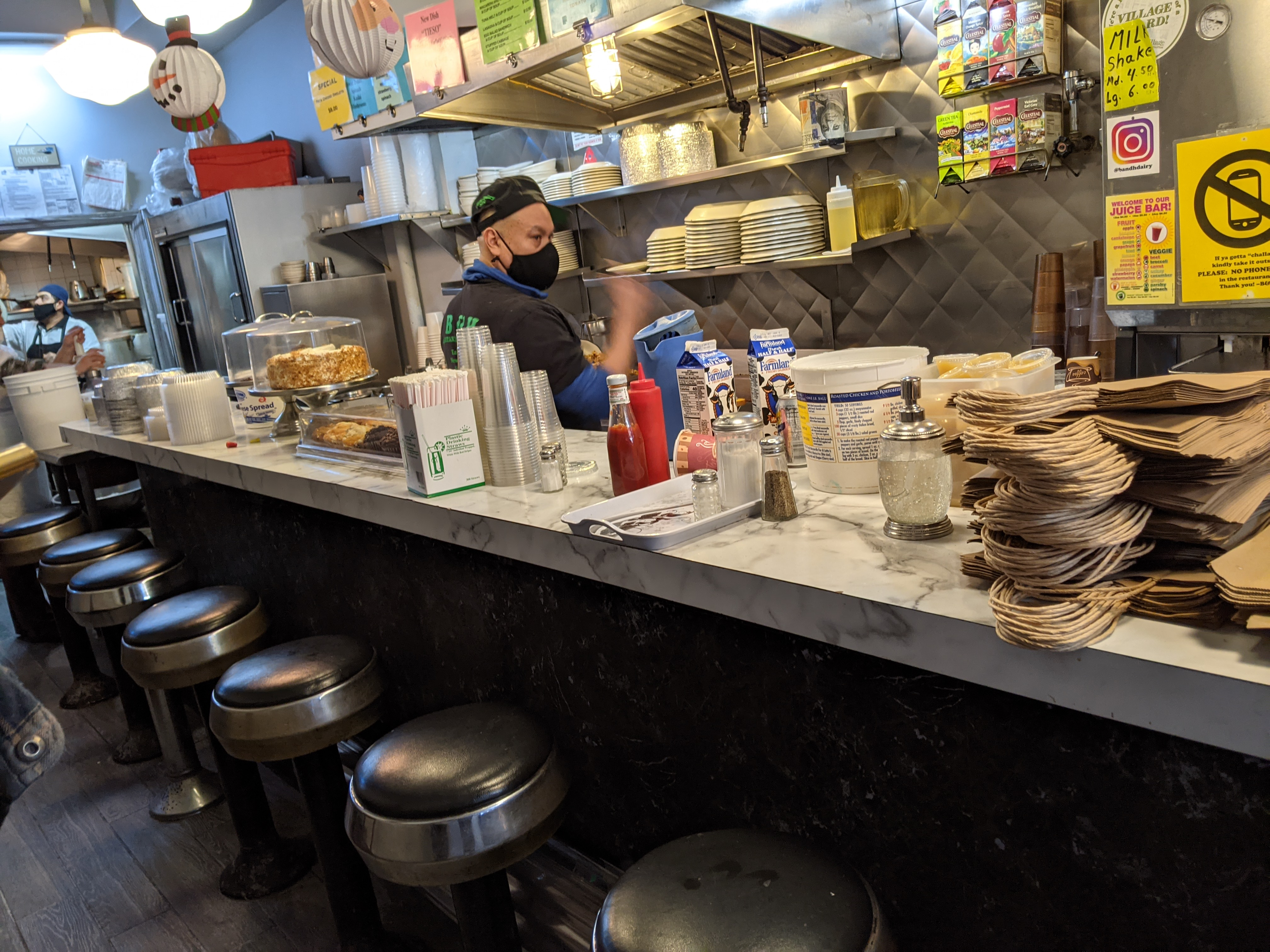
Productos lácteos B&H.

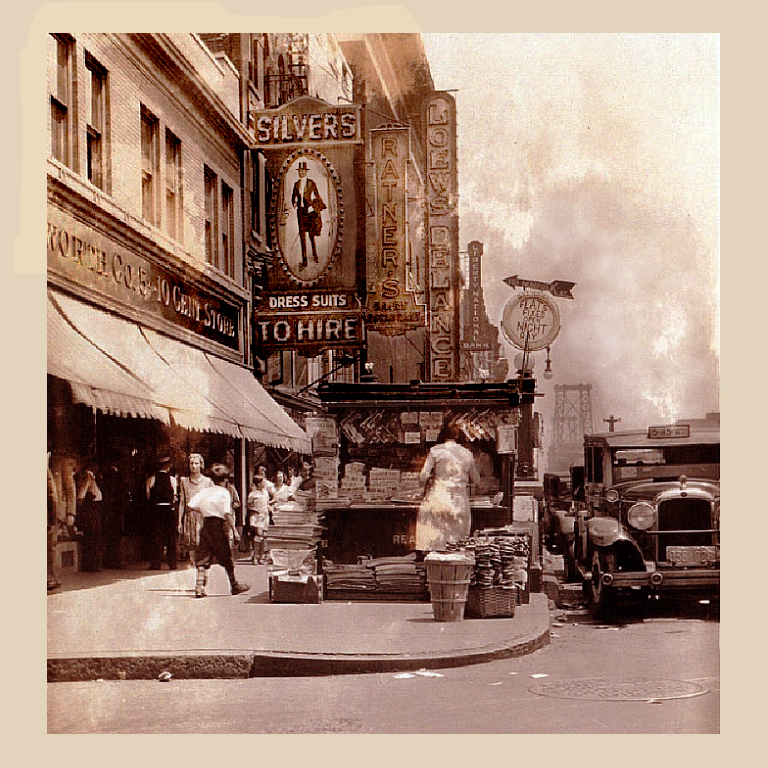
Cartel (arriba en el centro) de Ratner's, Lower East Side, Manhattan (c. 1928

Un restaurante judío de productos lácteos, restaurante kósher de productos lácteos, comedor de productos lácteos, delicatesen de productos lácteos, milkhik o restaurante milchig es un tipo de restaurante, cafetería o diner kósher generalmente ovolactovegetariano / pescatariano de la gastronomía judía asquenazí, particularmente de la gastronomía judía estadounidense y de la gastronomía de la ciudad de Nueva York.

## Descripción general
Debido a las estrictas reglas de separación de la leche y carne en la ley judía, restaurantes centrados en los productos lácteos o milchig surgieron como una alternativa a las tiendas de delicatesen judías que se especializaban en carne (fleischig). En general son ovo-lacto-pescetarianos aunque a veces se les denomina «vegetarianos» o «restaurantes vegetarianos y lácteos». Descendientes de los milchhallen o «pabellones de leche» de Europa, comenzaron a aparecer en la comunidad de inmigrantes judíos del Lower East Side de Manhattan a fines del siglo XIX y principios del XX, donde en un momento hubo cientos de restaurantes de productos lácteos. También se encontraron establecimientos de venta de productos lácteos kósher en Chicago y Toronto. Los menús de los restaurantes de productos lácteos incluyen platos como latkes de papa, pescado gefilte, matzo brei, borscht vegetariano (milkhiker), kugel, protose (un sustituto sintético de carne vegetal), pierogis, tostadas de leche, pasteles de semillas de amapola, suero de leche, blintzes de queso y kreplach, así como platos estadounidenses como huevos revueltos o ensalada de atún.
El auge de los restaurantes de productos lácteos de Nueva York se vio ayudado significativamente por la aparición de la refrigeración comercial y las quejas de la comunidad sobre los costosos carnicerías kósher minoristas, que culminaron en «huelgas de carne», como el boicot a la carne kósher de 1902. Los carniceros culparon al Beef Trust, a los transportistas, a los inspectores y a la industria de matadería kósher por aumentar los precios de la carne kósher, lo que provocó que las amas de casa de Nueva York se amotinaran en el Lower East Side y en Williamsburg proclamando que vivirían a base de pescado. Esto provocó escasez de carne kósher en toda la ciudad, y la refrigeración hizo que la leche fresca y la crema fueran asequibles. El crecimiento de las dietas vegetarianas, promovidas por pensadores judíos progresistas, también inspiró un giro hacia los alimentos lácteas.
Entre los ejemplos notables frecuentados por inmigrantes judíos y judíos estadounidenses, entre otros, se incluyen B&H Dairy y Ratner's. En 2024, B&H sigue funcionando como uno de los pocos y últimos restaurantes lácteos judíos que quedan en el antiguo distrito teatral yiddish de Nueva York, y está dirigido por una pareja de musulmanes egipcios y católicos polacos. El gánster Meyer Lansky frecuentaba Ratner's, que bautizó un bar con su nombre. Según una historia, a León Trotski le gustaba especialmente un restaurante de productos lácteos judío llamado Triangle Dairy en el Bronx, cuyos camareros eran emigrados rusos. Trotski se negó a dar propina después de comer como una cuestión de principios, insistiendo en que «dar propina degradaba la dignidad de un trabajador y que una persona debería recibir un salario regular, suficiente para vivir, y no tener que depender de las propinas». También intentó persuadir a otros clientes para que se negaran a dar propina por la misma razón. Esto a su vez dio lugar a abusos verbales, mal servicio y un incidente en el que los camareros derramaron sopa caliente sobre él intencionalmente. Un restaurante conocido como Steinberg's en el Upper West Side era muy querido por escritores y gente del teatro y un refugio para Zero Mostel cuando fue incluido en la lista negra de Hollywood. Se decía que Isaac Bashevis Singer, un conocido vegetariano judío, prefería el Famous Dairy Restaurant en West 72nd St.

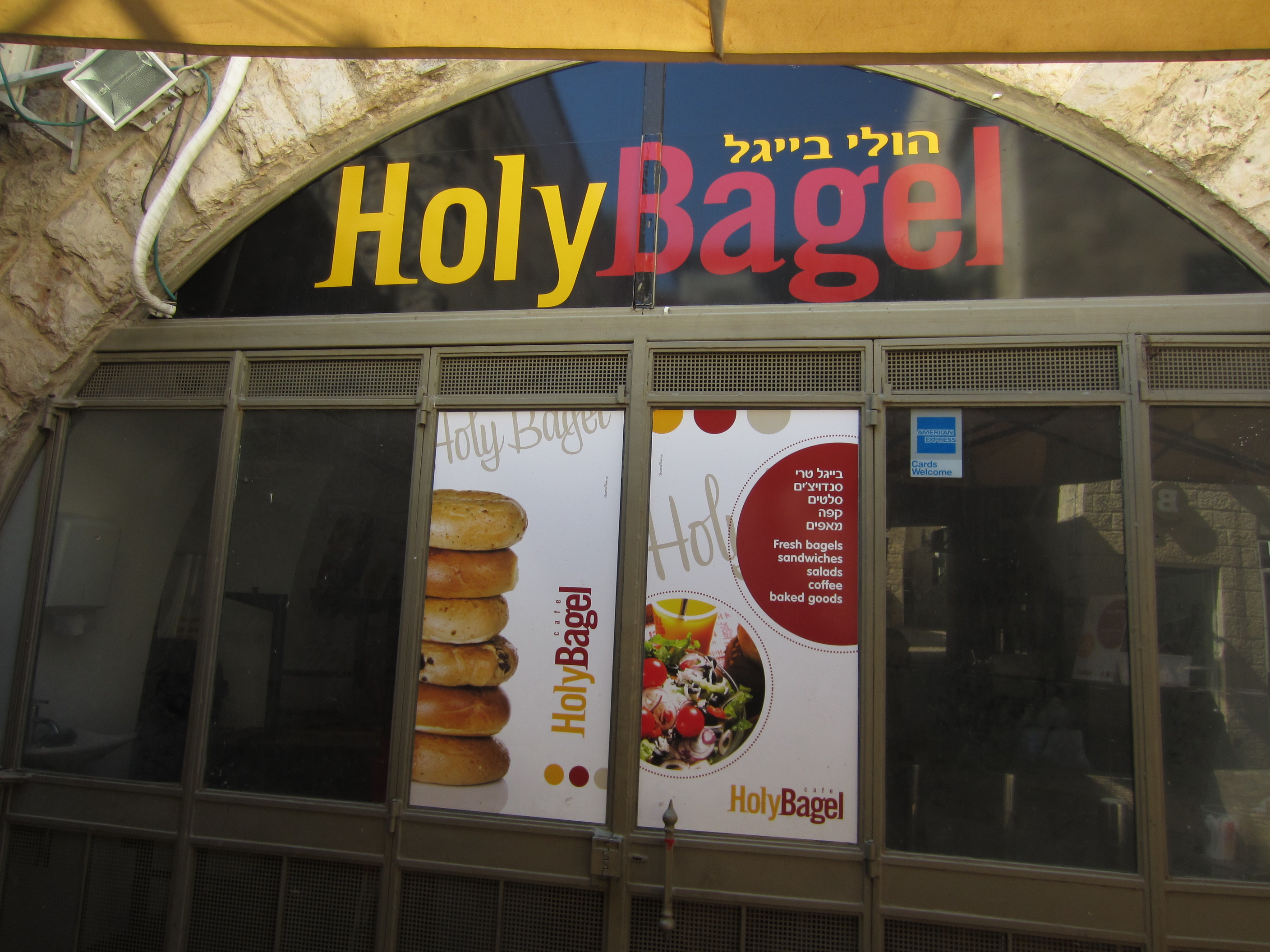
Un restaurante de productos lácteos kósher, certificado por el Badatz (tribunal rabínico) de Jerusalén.

Más recientemente, en Los Ángeles, la madre de Steven Spielberg abrió un restaurante con un nombre muy apropiado: The Milky Way («La Vía Láctea»). En Boro Park, Nueva York, un artículo de 2007 destacó la pizza y las donas entre los restaurantes de productos lácteos. En 2022, B&H Dairy de Nueva York recibió una subvención (del National Trust for Historic Preservation y American Express) para rehacer su emblemática fachada. Israel cuenta con más de una docena de importantes agencias kosher para certificar restaurantes; por ejemplo, la Unión Ortodoxa con sede en Estados Unidos supervisa dos restaurantes milchig. En Jerusalén, varios hoteles importantes tienen restaurantes de productos lácteos kósher, entre ellos Inbal, Leonardo Plaza y Ramada. El chef israelí Meir Adoni abrió un restaurante kósher en Singapur y optó por productos lácteos debido a la dificultad de obtener carne kósher. Adoni afirmó que, en Singapur, «nuestro mercado objetivo es todo el mundo. El certificado kósher es sólo un extra. No afecta a la calidad de la comida. Todo lo contrario». Al igual que otros establecimientos judíos, los restaurantes de productos lácteos también sufrieron protestas y vandalismo durante la guerra Israel-Gaza, como el café Effy's del centro de Nueva York.

## Alimentos lácteos kosher

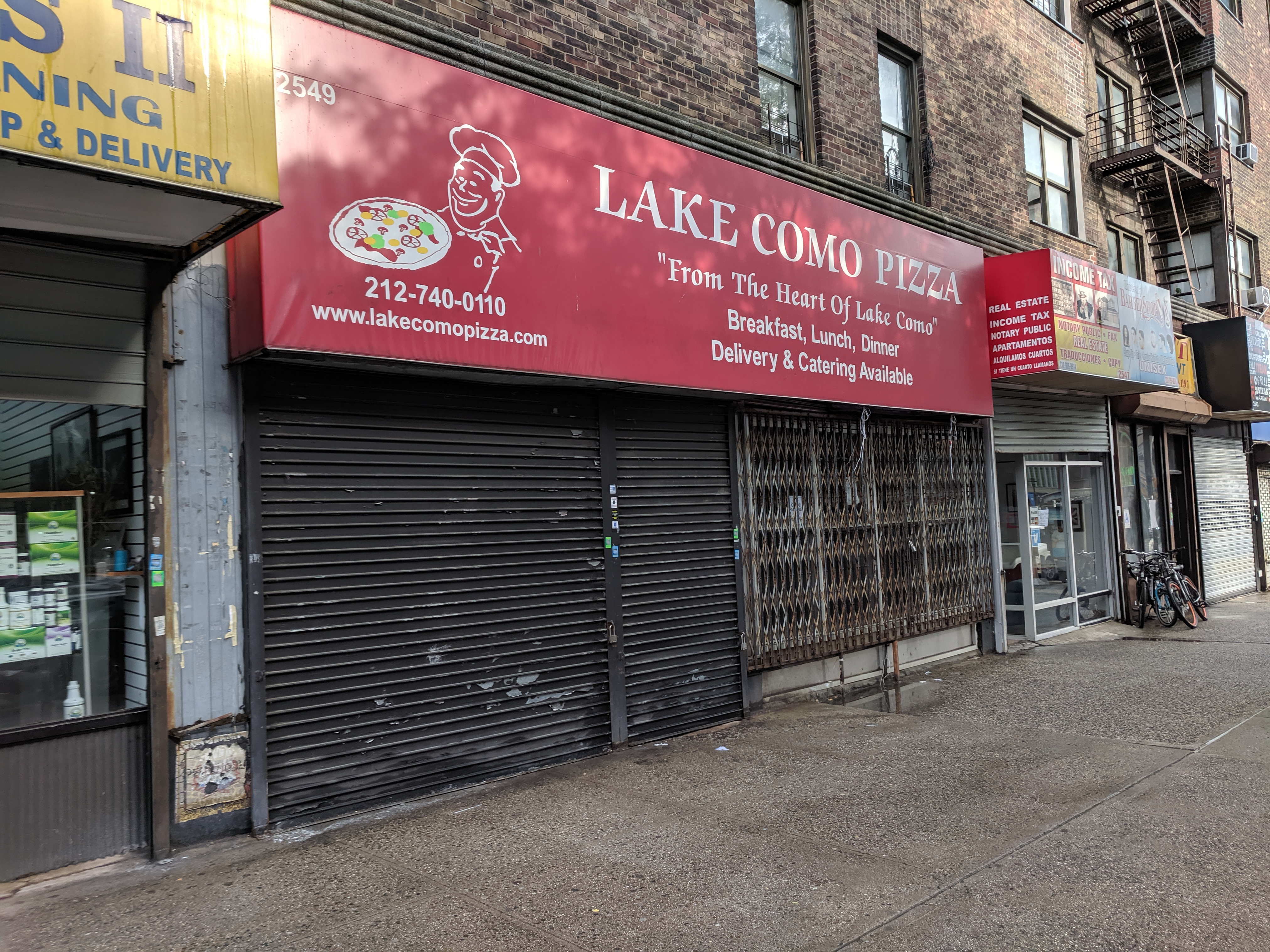
El restaurante Lake Como en Washington Heights fue certificado para la pizza Chalav Yisrael.

En particular, en las denominaciones más observantes del judaísmo, los restaurantes de productos lácteos suelen considerarse kósher en virtud de la supervisión de una agencia de certificación kosher. Algunas autoridades judías ortodoxas aparentemente tratan a los restaurantes estrictamente veganos como kosher, a falta de un certificado. En 2023, los restaurantes vegetarianos obtuvieron el voto de aprobación del Comité de Leyes y Normas Judías del Judaísmo Conservador, que incorpora la indulgencia del movimiento hacia el queso elaborado con cuajo animal.